# Eugenio Gestri
Eugenio Gestri (ur. 27 października 1905 w Prato, zm. 2 września 1944 tamże) – włoski kolarz szosowy, srebrny medalista mistrzostw świata.

## Kariera
Największy sukces w karierze Eugenio Gestri osiągnął w 1930 roku, kiedy zdobył srebrny medal w wyścigu ze startu wspólnego amatorów podczas mistrzostw świata w Liège. W zawodach tych wyprzedził go jedynie jego rodak Giuseppe Martano, a trzecie miejsce zajął Rudolfa Rischa z Republiki Weimarskiej. Był to jednak jedyny medal wywalczony przez Gestriego na międzynarodowej imprezie tej rangi. Na rozgrywanych rok wcześniej mistrzostwach świata w Zurychu w tej samej konkurencji był jedenasty. Ponadto wygrał Coppa Bernocchi w 1930 roku, wyścig Predappio-Rzym w 1931 roku oraz Giro delle Due Province Messina w 1934 roku, a 1935 roku był drugi w Giro dell’Emilia. Dwukrotnie startował w Giro d’Italia, zajmując dziesiąte miejsce w klasyfikacji generalnej w 1931 roku oraz jedenaste cztery lata później. Dwukrotnie też brał udział w Tour de France, najlepszy wynik osiągając w 1934 roku, kiedy był czternasty w klasyfikacji. W 1931 roku wygrał jeden etap TdF, ale całego wyścigu nie ukończył. Nigdy nie wystąpił na igrzyskach olimpijskich. Jako zawodowiec startował w latach 1930-1936.